# Sthenelais gracilis
Sthenelais gracilis är en ringmaskart som beskrevs av Addison Emery Verrill 1880. Sthenelais gracilis ingår i släktet Sthenelais och familjen Sigalionidae. Inga underarter finns listade i Catalogue of Life.